# Åsen, Ljusdals kommun
Åsen är en bebyggelse Söder om Järvsö i Ljusdals kommun. Vid avgränsningen 2023 klassade SCB denna som en småort